# Epidendrum foulquieri
Epidendrum foulquieri là một loài thực vật có hoa trong họ Lan. Loài này được Chiron mô tả khoa học đầu tiên năm 2005.